# Ireneusz Kulesza
Ireneusz Kulesza (ur. 27 lipca 1954 w Łasku) – polski duchowny rzymskokatolicki, kapłan archidiecezji łódzkiej i dyrektor Caritas archidiecezji łódzkiej, ksiądz prałat, emerytowany proboszcz Parafii Archikatedralnej Świętego Stanisława Kostki w Łodzi, kanonik honorowy kapituły łódzkiej.

## Życiorys
Ireneusz Kulesza jest absolwentem Wyższego Seminarium Duchownego w Łodzi, święcenia kapłańskie uzyskał 18 maja 1980. W latach 1980–1982 był wikariuszem w parafii w Bedoniu, w latach 1982–1987 wikariuszem w parafii św. Urszuli Ledóchowskiej w Łodzi. W latach 1987–1990 był wikariuszem parafii katedralnej w Łodzi, a od 1990 dyrektorem Caritas Archidiecezji Łódzkiej Od 28 sierpnia 2001 do 27 września 2024  był  proboszczem Parafii Archikatedralnej Świętego Stanisława Kostki w Łodzi. Jest także asystentem Akcji Katolickiej Archidiecezji Łódzkiej i przewodniczącym kapituły „Serca Łodzi” – wyróżnienia, którym honorowane są osoby lub instytucje, które „oddają swoje serce Łodzi i jego mieszkańcom”.

## Wyróżnienia
- Odznaka „Za Zasługi dla Miasta Łodzi” (1995)[1][9],
- Medal wojewody łódzkiego „Za zasługi dla województwa”,
- przywilej noszenia rokiety i mantoletu (1995)[9],
- Nagroda Miasta Łodzi (2000)[10],
- Krzyż Świętego Jerzego (2018) przyznawany przez Zakon Rycerski św. Jerzego Męczennika[2].